# George Redman
George A. Redman, Jr (ur. 6 października 1920 w El Paso, zm. 12 grudnia 1995 w Las Vegas) – amerykański perkusista jazzowy.
Był synem George'a A. i Josephine Flippen Redman. W czasie II wojny światowej jako żołnierz armii amerykańskiej był
w Niemczech. Jego ojciec był pianistą i liderem George Redman Jazz Orchestra, która miała swój udział w rozwoju West Coast jazzu.
George A. Redman, Jr zamieszkał w Hollywood, gdzie był członkiem orkiestry Charliego Barneta.
Grał też w wielu zespołach występujących na terenie Hollywood m.in. z Maynardem Fergusonem,
Bobem Cooperem i Budem Shankiem. W połowie lat 50. XX w. koncertował i nagrywał m.in. z Bobem Gordonem i Herbiem Harperem w zespole, który nosił nazwę The George Redman Group, choć w tym samym składzie występowali też jako Bob Gordon Quintet.

## Dyskografia
- 1954 George Redman Group (Skylark SKLP-20, Skylark EP 115 i EP 116)

Ta sama płyta została później wydana przez wytwórnię Tampa Records jako LP Boba Gordona Moods in Jazz
oraz jako Jazz Impressions w wykonaniu The Bob Gordon Quintet.